# Хагоярви
Хагоярви — водораздельное озеро на территории Пенингского сельского поселения Муезерского района Республики Карелии.

## Общие сведения
Площадь озера — 1,3 км². Располагается на высоте 178,9 метров над уровнем моря.
Форма озера продолговатая: вытянуто с северо-запада на юго-восток. Берега изрезанные, каменисто-песчаные, преимущественно возвышенные, местами заболоченные.
Хагоярви — водораздельное озеро, сток осуществляется в двух направлениях:
- с юго-западной стороны озера вытекает водоток без названия, воды которого через ряд проток и озёр попадают в реку Сидру, и далее, через Сидраозеро и Тумасозеро, вливаются в реку Сонго, втекающую в озеро Селецкое[7].
- с северо-запада вытекает ручей, впадающий в озеро Палоярви, протокой соединяющееся с озером Талвисъярви, через которое протекает река Талвиесдеги, втекающая с правого берега в реку Волому, впадающую в Сегозеро[1][6][7].

В озере расположено не менее шести безымянных островов различной площади.
Код объекта в государственном водном реестре — 02020001111102000007567.